# Temps de retour
Pour les articles homonymes, voir Payback.
En finance, le « temps de retour », aussi appelé délai de récupération, représente le temps nécessaire pour que les flux de trésorerie prévisionnels dégagés par un investissement rentabilisent le coût d'investissement initial.
Il peut être calculé : 
- soit « simple », sans que les flux soient corrigés pour tenir compte de la valeur temps de l'argent;
- soit, de manière plus exacte, en actualisant les flux de trésorerie. On parle alors de « délai de récupération actualisé ».

Il s'intéresse à l'avenir de l'entreprise, à la différence du « price-earning ratio », plus statique.
Par exemple, si un projet demande un investissement de 100 et dégage un flux de trésorerie annuel de 20, son délai de récupération est de 5 ans. Cet indicateur est cependant imparfait, il ne permet pas par exemple d'appréhender les problèmes ultérieurs. 